# Lizin
Lizin (Lys, K) je esencijalna aminokiselina. Lizin je nužan gradivni elemenat svih proteina tela čoveka. Izvor lizina u prehrani nalazi se u žitaricama, mahunarkama i ribi.
Hemijska formula:  (2,6-diaminoheksanska kiselina)

## Literatura
- Кораћевић, Даринка; Бјелаковић, Гордана; Ђорђевић, Видосава. Биохемија. савремена администрација. ISBN 978-86-387-0622-8.

## Spoljašnje veze
- Bionet škola Архивирано на веб-сајту  (2. март 2014)
- Mediji vezani za članak Aminokiseline na Vikimedijinoj ostavi